# Sátorhely
Sátorhely è un comune dell'Ungheria di 678 abitanti (dati 2008) situato nella contea di Baranya, regione Transdanubio Meridionale